# Polypoetes subcanditata
Polypoetes subcanditata är en fjärilsart som beskrevs av Paul Dognin 1910. Polypoetes subcanditata ingår i släktet Polypoetes och familjen tandspinnare. Inga underarter finns listade i Catalogue of Life.